# 中山直定
中山 直定（なかやま なおさだ、慶長4年（1599年） - 正保2年1月19日（1645年2月15日）） は、江戸時代初期の旗本。中山照守の嫡男。高麗八条流馬術の使い手。通称は助三郎、勘解由。子に中山直守、中山直張、中山直次、室賀正信（室賀正俊の婿養子）、中山直政。
慶長14年（1614年）、父照守とともに大坂の陣へ参戦し、武功を挙げ、小姓組となり、400石の知行を与えられる。のち武蔵、上総、下総の三国に3000石の大身旗本となる。寛永6年（1629年）、徒頭となり、寛永11年（1634年）、父照守が没し、家督を相続する。先手弓頭となる。馬術は、将軍の上覧に浴するほどの腕前であった。
正保2年（1645年）、死去。享年46。家督は嫡男の直守が継いだ。